# Медведєв Олексій Анатолійович
Олексій Анатолійович Медведєв (рос. Алексей Анатольевич Медведев; 13 січня 1982, м. Пенза, СРСР) — російський хокеїст, центральний нападник. Виступає за «Югра» (Ханти-Мансійськ) у Континентальній хокейній лізі. 
Вихованець хокейної школи «Дизель» (Пенза). Виступав за «Дизель-2» (Пенза), «Сєвєрсталь» (Череповець), ХК «Липецьк», «Енергія» (Кемерово), «Рубін» (Тюмень), «Металург» (Новокузнецьк), «Салават Юлаєв» (Уфа), «Динамо» (Москва), «Сибір» (Новосибірськ). 
Досягнення
- Чемпіон Росії (2008).